# Štokavisch

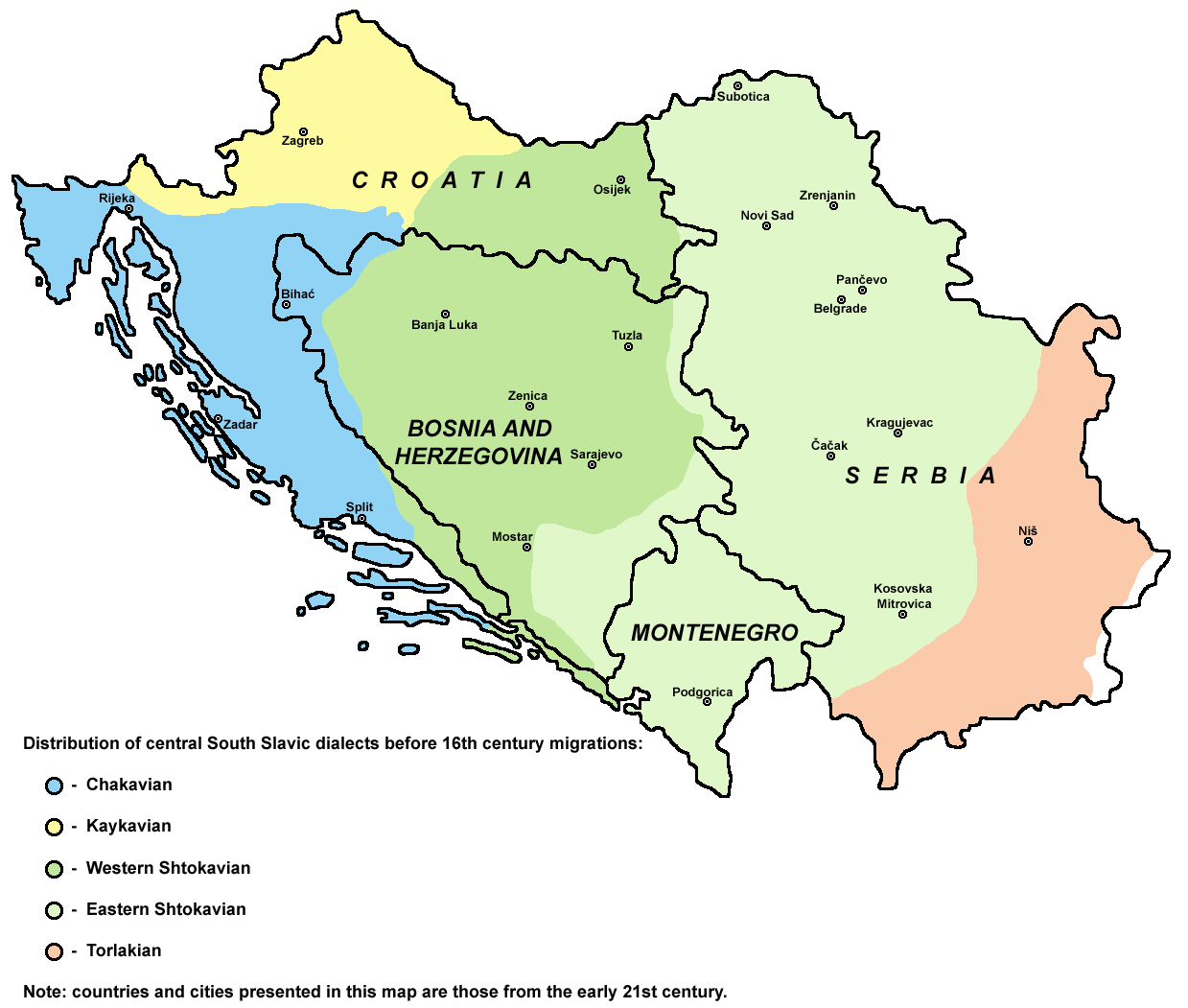
1

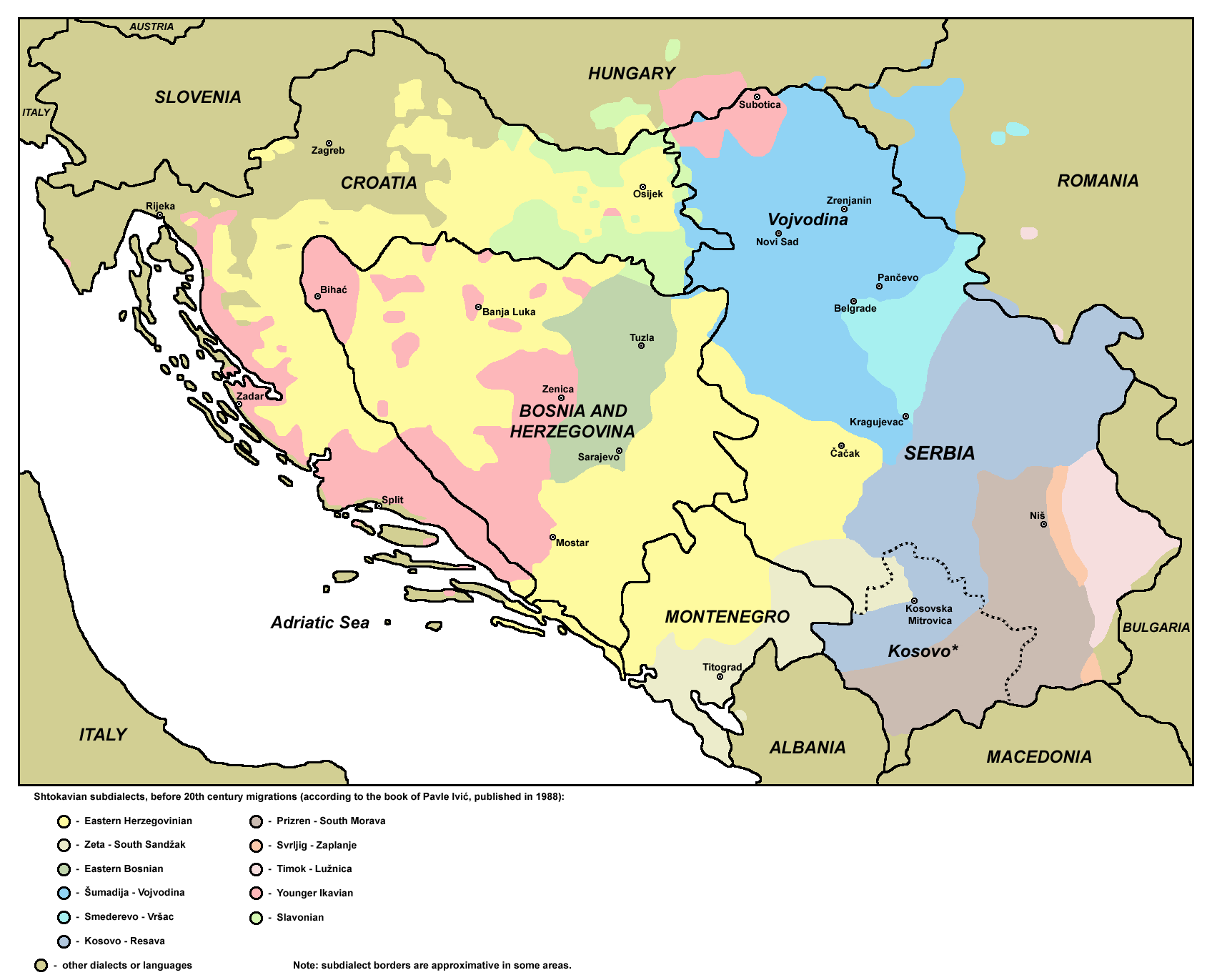
2

Štokavisch (štokavsko narječje/штокавско наречје) is een groep van Servo-Kroatische dialecten. De naam Štokavisch verwijst naar het vragend voornaamwoord wat?, dat in het Štokavisch što?, (of šta?) luidt. Het Štokavisch is verreweg de meest verbreide dialectgroep van het Servo-Kroatisch. Alle standaardvarianten van het Servo-Kroatisch (Bosnisch, Kroatisch, Montenegrijns en Servisch) zijn dan ook op het Štokavisch gebaseerd.
De dialecten zijn:
- Slavonisch
- Oost-Bosnisch
- Kosovo-Resava
- Zeta-Zuid Raška
- Bosnisch-Dalmatisch
- Vojvodisch-šumadisch
- Oost-Herzegovinisch